# Naoshi Arakawa
Pour les articles homonymes, voir Arakawa (homonymie).
新川 直司 (Arakawa Naoshi)
Œuvres principales
- Your Lie in April
- Sayonara Football

Naoshi Arakawa (新川 直司, Arakawa Naoshi) est un mangaka connu pour ses œuvres Your Lie in April et Sayonara Football.

## Biographie

### Jeunesse
Naoshi Arakawa a grandi dans la campagne japonaise avec son grand frère. Il a été initié aux mangas dès un jeune âge, lui et son frère achetant souvent des magazines de manga comme le Weekly Shōnen Jump et le Monthly Shōnen Magazine. Cette immersion dans l'univers de la bande dessinée japonaise combiné à son amour pour les séries Ken le Survivant et Muscleman lui ont convaincu d'être un mangaka. Il n'a cependant pas parlé de ses ambitions dû à sa famille conservatrice et sa personnalité introvertie.

### Carrière
Après l'encouragement d'un ami, Arakawa décide de s'inscrire au concours de manga du Monthly Shōnen Magazine. Il y soumet un one shot, qui jettera les fondations pour Your Lie in April. Il travaille par la suite comme assistant de mangaka et dessine son premier manga avec l'adaptation de la série de romans Tsumetai Kōsha no Toki wa Tomaru (en) de Mizuki Tsujimura. Le manga est publié dans le Monthly Shōnen Magazine de décembre 2007 à avril 2009, et est compilé en quatre volumes. C'est aussi pendant cette période qu'il travaille sur un autre one shot, qui finit par devenir sa deuxième série, Sayonara Football. La série est publiée par Magazine E-no (ja) de juin 2009 à août 2010 et est compilé en deux volumes.
Après avoir terminé sa seconde série, Arakawa a voulu essayé un nouveau thème, celui de la musique, mais ses premiers plans ont été refusés,. Il est par la suite retourné à son one shot qu'il avait soumis à un concours pour en faire Your Lie in April. Monthly Shōnen Magazine a publié la série d'avril 2011 à février 2015, collectée en onze volumes,. Your Lie in April a reçu le prix du meilleur manga Shōnen aux Prix du manga Kōdansha 2013. Il a créé une série dérivée de Your Lie in April, publiée en format Tankōbon, pour commémorer la sortie de la série télévisée d'animation en format Blu-ray. Elle s'intitulait Your Lie in April - Coda. Il illustre aussi le light novel dérivé de la série en 2017 et dessine l'illustration de la fin dans le cinquième épisode de la série Occultic;Nine, sorti en novembre 2016,.
Sa quatrième série est une suite de Sayonara, Football, qu'il nomme Sayonara Watashi no Cramer. Cette suite parait dans le Monthly Shōnen Magazine de mai 2016 à décembre 2020,. En avril 2021, la série a été rassemblée en quatorze volumes. Il a aussi écrit un volume 0, qui a été donnés à ceux ayant vu l'adaptation cinématographique de Sayonara, Football.

## Principales œuvres

### Manga
- Tsumetai Kōsha no Toki wa Tomaru (en) (冷たい校舎の時は止まる, Tsumetai Kōsha no Toki wa Tomaru?), 2007 à 2009, Monthly Shōnen Magazine ;
- Sayonara Football (さよならフットボール, Sayonara futtobōru?), 2009 à 2010, Magazine E-no ;
- Your Lie in April (四月は君の嘘, Shigatsu wa Kimi no Uso?), 2011 à 2015, Monthly Shōnen Magazine ;
  - Your Lie in April - Coda (四月は君の嘘Ｃｏｄａ, Shigatsu wa Kimi no Uso Koda?), 2016, Monthly Shōnen Magazine.
- Sayonara, Watashi no Cramer (さよなら私のクラマー, Sayonara watashi no kuramā?), 2016 à 2020, Monthly Shōnen Magazine.

### Autres
- Your Lie in April – A Six Person Etude (四月は君の嘘　６人のエチュード, Shigatsu wa kimi no uso rokunin no echūdo?), 2014, illustrations ;
- Occultic;Nine (オカルティック・ナイン, Okarutikku Nain?), 2016, illustration de fin, épisode 5.